# Groep 130
Groep 130 (1965-1966) was een initiatief en samenwerkingsverband van vier beeldend kunstenaars uit het oosten van Nederland, waar het artistieke en culturele klimaat op dat moment te wensen overlaat. Het ontstaan van de groep past in het tijdsbeeld van de zestiger jaren. Jonge kunstenaars, afgestudeerd o.a. aan de AKI in Enschede, zoeken erkenning en, meer in praktische zin, ruimte om te werken en te exposeren. 
De groep is opgericht op 26 maart 1965 door Jan Bolink, Jan Dibbets en Wim Kamphuis, allen uit Enschede en Wim van Oostrom (werkzaam en woonachtig in Hengelo). De naam van de groep is gebaseerd op de bij elkaar opgetelde leeftijden van de leden ten tijde van de oprichting. De groepsleden delen de lust tot creëren, ze zijn gedreven en spontaan. Het doel is elkaar te stimuleren en meer aandacht aan te wakkeren voor hun werk. Of zoals in Het Vrije Volk (7 sept. 1965) wordt omschreven: "Het zal eerder de praktische noodzakelijkheid zijn dat men groepsgewijs betere en meer gevarieerde tentoonstellingen kan houden dan ieder afzonderlijk".
Jan Bolink is de nestor met 51 jaar.

## Oprichtingsbijeenkomst
De oprichting is bekendgemaakt op een persbijeenkomst op 26 maart 1965, waarbij werk werd getoond van de groepsleden.

## Exposities (selectie)
- 1965, 26-3-1965, Enschede, opening, verlengd tot 10-4, Groep 130
- 1965, 5-25 juni, 't Venster, Rotterdam. Groep 130. Enschede (Jan Dibbets, Wim van Oostrom, Jan Bolink, Wim Kamphuis), schilderijen, plastieken, tekeningen. Geopend door J. Hardy, docent aan de Academie van Bouwkunst Amsterdam en aan de AKI, Enschede
- 1965, 19-24 juli, Klokkenplas Enschede, Kunst op de Keien met o.a. Groep 130
- 1965, 4-26 sept. Kunstzaal Hengelo, Groep 130
- 1966, 2-3 tot 11-4, Rheine, Hans Niermann-haus, Groep 130